# 分子論理ゲート
分子論理ゲート（ぶんしろんりゲート）は、1つ以上の物理的・化学的入力と1つの出力に基づく論理演算を行う分子。この分野は、1つの化学的・物理的入力に基づく単純な論理系から、算術計算すなわちモレキュレーターおよび記憶保持アルゴリズムなどの組み合わせ処理や逐次処理が可能な分子へと進歩を遂げてきた。
単一入力の論理ゲートの場合、可能な出力パターンは4つある。入力が0のとき、出力は0か1であり、入力が1のとき、出力は0か1となる。起こる可能性のある4つの出力ビットパターンは、特定の論理タイプ：PASS 0, YES, NOT, PASS 1に対応している。PASS 0は入力が何でも出力が0である。PASS 1は入力が何でも出力が1である。YESは入力が1のとき1を出力し、NOTはYESの逆であり、入力が1のとき0を出力する。YES論理ゲートの例は以下に示す分子構造である。"1"出力は溶液中にナトリウムイオンが存在する（これが"1"入力となる）場合にのみ与えられる。
分子論理ゲートは、化学過程に基づく入力信号と、分光法に基づく出力信号で動作する。初期の水溶液に基づくシステムの1つは、scheme 1の化合物A,Bの化学的挙動を用いる。
化合物Aは、カルシウムに結合できる4つのカルボン酸アニオン基（および顕でない対カチオン）を含む受容体を上に有するプッシュプルオレフィンである。下にあるのは、水素イオンの受容体であるキノリン分子である。論理ゲートは以下のように動作する。Ca2+もしくはH+の化学的入力がないと、発色団は390nmでUV/VIS分光法において最大の吸光度を示す。カルシウムが入ると青方偏移が起こり、390nmでの吸光度が減少する。同様にプロトンを加えると赤方偏移が起こり、両方の陽イオンが水中にあるときは元の390nmでの吸収となる。この系は吸収におけるXNOR論理ゲートと透過率におけるXOR論理ゲートを示す。
化合物Bにおいて、下にある部分でプロトンに結合することもできる第三級アミノ基を含む。この系では、両方の陽イオンが得られる場合にのみ蛍光が起こる。両方の陽イオンが存在することにより、光誘起電子移動(photoinduced electron transfer, PET)が妨げられ、化合物Bが蛍光を発する。両方もしくはいずれかのイオンがない場合、蛍光は窒素原子もしくは酸素原子もしくはその両方からアントラセニル基への電子移動を伴うPETにより抑制される。両方の受容体がカルシウムイオンとプロトンにそれぞれ結合すると、両方のPETチャネルは遮断される。化合物Bの総体的な結果はAND論理である。なぜなら、"1"（蛍光）の出力は、Ca2+とH+の両方が溶液中に存在するとき、すなわち"1"としての値を有するときにのみ起こる。両方の系を並列に動作させ、系Aについては透過率を、系Bについては蛍光を見ると、結果として式1+1=2を再現することができる半加算器となる。
系Bを変更したものでは、2つではなく3つの化学入力がAND論理ゲートで同時に処理される。増強された蛍光信号は、それぞれのアミン、フェニルジアミノカーボキシレート、クラウンエーテル受容体との相互作用による過剰のプロトン、亜鉛、ナトリウムイオンの存在下でのみ観察される。処理方式は上述と同様に働く（受容体から励起されたアントラセン蛍光団への競合光誘起電子移動反応の妨害により蛍光が観察される）。イオン入力が1つ、2つ、もしくは3つ全てがないときは蛍光出力が低くなる。各受容体は特定のイオンに対して選択的であるので、他のイオン濃度が増加しても高い蛍光は生じない。各入力の特定のものの濃度閾値には、AND論理の組み合わせと一致する蛍光出力を達成するために到達しなければならない。このプロトタイプは、将来的には疾患スクリーニングのためのポイントオブケア医療診断応用に拡張される可能性を潜在的に持っている。
同様の設定で、以下に示す分子論理ゲートは、酸化還元蛍光スイッチから電気化学スイッチを持った多入力論理ゲートへの進展を示している。この2入力AND論理ゲートは、第3級アミンプロトン受容体とテトラチアフルバレン酸化還元給与体を組み入れている。これらの基は、アントラセンに結合した時に、溶液の酸濃度と酸化能力に関する情報を同時に処理することができる。
Gunnlaugssonらにより提案された下に示すINHIBIT論理ゲートは、キレート錯体にTb3+イオンを取り込んでいる。この2入力論理ゲートは、この種のもので最初のものであり、化学入力と燐光出力で非可換の挙動を示す。2酸素（入力1）が存在するときは常に抑制され、燐光は観測されない（出力0）。出力1を観測するためには第2の入力であるH+が存在しなければならない。これは2入力INHIBIT真理値表から理解することができる。
他のXOR論理ゲートシステムでは、化学的性質はscheme 3に示される擬ロタキサンに基づいている。有機溶液中では、電子が不足したジアザピレニウム塩（棒）とクラウンエーテルの電子が過剰な2,3-ジオキナフタレン単一体（輪）は、電荷移動錯体の形成により自己組織化する。
トリブチルアミンのような付加された第3級アミンは、ジアザピレンと1:2の付加物を形成し、合成物はほどかれる。この過程には、遊離クラウンエーテルから生じる343nmでの発光強度の増加が伴う。付加されたトリフルオロメタンスルホン酸はアミンと反応し、過程は元に戻る。過剰の酸はプロトン化によりクラウンエーテルを固定し、再び錯体がほどかれる。
フルオレセインに基づく全加算器のシステムは1+1+1=3を計算することができる。
分子順序論理は、D. Marguliesらにより例証されている。そこでは、相互接続されたいくつかのAND論理ゲートを並列に組み入れることと等しい電子セキュリティデバイスの処理機能に似た分子キーパッド鍵を実証している。この分子は、ATMの電子キーパッドを模倣している。出力信号は、入力の組み合わせだけではなく、入力の正しい順序にも依存する。すなわち、正しいパスワードを入力する必要がある。分子は、鉄(III)に結合するシデロホアに結合されたピレンおよびフルオレセイン蛍光体を用いて設計され、溶液の酸性によりフルオレセイン蛍光体の蛍光特性が変化する。
この分野のさらなる発展により、分子論理ゲートがIT産業における半導体にとって代わることもあるかもしれない。そのような分子系は、半導体がナノ寸法に近づくときに生じる問題を理論的に克服することができる。分子論理ゲートはシリコンのものよりも用途が広く、重ね合わせ論理のような現象は半導体エレクトロニクスでは得られない。Avourisらにより実証されたもののような乾燥分子ゲートは、小さいサイズ、類似構造、データ処理能力から半導体デバイスの代用となる可能性があることが証明されている。Avourisは、カーボンナノチューブの束からなるNOT論理ゲートを明らかにした。ナノチューブは隣接領域において異なるドープをされて2つの相補型電界効果トランジスタを形成する。この束は満足する条件が満たされた場合のみNOTゲートとして動作する。
化学論理ゲートの新たな潜在的用途の探究が続いている。近年の研究 では光線力学療法のための論理ゲート応用が例証されている。クラウンエーテルおよびスペーサーで分離された2つのピリジル基に結合したボディパイ染料（下記参照）はAND論理ゲートに従って作動する。この分子は三重項酸素を細胞傷害性一重項酸素に変換することにより、比較的高いナトリウムおよびプロトンイオン濃度の条件下で660nmの照射の際に光線力学作用物質として働く。このプロトタイプの例は、正常な細胞におけるものと比較して腫瘍組織におけるより高いナトリウムレベルおよび低いpHを利用するであろう。これら2つのガンに関係する細胞パラメータが満たされると吸光度スペクトルに変化が観測される。この技術は非侵襲的かつ特異的なものであるため、悪性腫瘍の治療に有用となりうる。
分子論理ゲートはde Silvaの「原理証明」に見られる設定と非常によく似た変調器を処理することができるが、同じ分子に異なる論理回路を組み込んでいる。このような機能は統合論理といい、A. Coskun, E. U. AkkayaらによるBODIPYベースの半減算器論理ゲートにより例証されている（下記参照） 。565nmと660nmの2つの異なる波長でモニターすると、XORとINHIBITの論理ゲートが各々の波長で得られる。THF中のこの化合物の光学的研究により、565nmでの吸光度ピークと660nmの発光ピークが明らかになる。酸を加えることにより第3級アミンのプロトン化が内部電荷移動をもたらすため、両方のピークで浅色シフトが起こる。観察される発光の色は黄色である。強塩基を加えるとフェノールのヒドロキシル基は脱プロトン化され、結果光誘起電子移動が起こり分子が非発光となる。酸と塩基の両方を加えると、第3級アミンはプロトン化されない一方ヒドロキシル基はプロトン化されたままであり結果的にPETとICTの両方が存在しないため、赤色の分子発光が観察される。発光強度が大きく異なるため、この単一分子は算術演算、ナノスケールレベルでの減算を実行することができる。